# バスケットボールアンドラ代表
バスケットボールアンドラ代表（Andorran national basketball team）はアンドラのバスケットボールナショナルチーム。FIBAヨーロッパの一員である。
バスケットボール欧州選手権ではディビジョンCに属しており1998年、2000年、2004年には1位となった。欧州小国競技大会にも出場している。